# جان روباک
جان روباک (انگلیسی: John Roebuck؛ ۱۷۱۸ – ۱۷ ژوئیهٔ ۱۷۹۴) یک مخترع، شیمی‌دان، و پزشک اهل بریتانیا بود. او از مخترعین پیشگام در زمینه سنتز سولفوریک اسید است.